# Atlas Film + Medien
Die Atlas Film + Medien GmbH ist ein unabhängiger Filmverleih in Duisburg und gilt als eines der ältesten deutschen Filmunternehmen. Das Kerngeschäft des Unternehmens ist der Lizenzhandel mit Spielfilmen der internationalen Produktion.
Als Content-Provider beliefert Atlas Programmveranstalter und Netzbetreiber. Seit Oktober 2010 betreibt die Atlas Film + Medien GmbH ein eigenes DVD-Label unter
dem Namen Atlas Film Home Entertainment.

## Geschichte
Gegründet wurde das Unternehmen als Atlas Film + Verleih GmbH von Hanns Eckelkamp.
Der Unternehmer besaß, bevor er mit dem Lizenzhandel begann, 12 Kinos im Ruhrgebiet. Eher zufällig wurde der Kinobesitzer zum Filmverleiher. Unverhofft wurden Eckelkamp im Verlauf einer Geschäftsverhandlung die Rechte an dem Film 12 Uhr mittags angeboten, die er annahm. Damit war der Grundstein für die Gründung der Atlas Film + Verleih GmbH am 1. Oktober 1960 gelegt.
Mit dem Film 12 Uhr mittags feierte das junge Unternehmen auch gleich einen bundesweiten Erfolg. Im Verlauf der weiteren Planung wurde das bekannte Atlas a-Logo im Atelier Fritz Fischer-Nosbisch von dem damaligen Atelierleiter Klaus Küchler entworfen. Bis heute ist es das Markenzeichen des Unternehmens. In den Jahren 1960 bis 1963 brachte Atlas Klassiker wie Der Glöckner von Notre Dame, Kinder des Olymp, Die Ferien des Monsieur Hulot und Arsen und Spitzenhäubchen in die Kinos. Atlas machte nicht nur mit 12 Uhr mittags die Western in Deutschland salonfähig, sondern renovierte auch das Genre des amerikanischen Gangsterfilms als Film Noir.
1963 kaufte Atlas Ingmar Bergmans Das Schweigen, den erfolgreichsten Film der Firmengeschichte. Für den Film wurde eine Werbekampagne entworfen, die jegliche Hinweise auf die sexuellen Aspekte des Films unterließ. Mit diesem Schachzug erreichte Atlas eine FSK-Freigabe ab 18 Jahren. In der Folge wurden Polizisten eigens dafür abgestellt, an den Kinos die Ausweise zu kontrollieren. Der Film wurde sehr kontrovers diskutiert. Kirchliche Vertreter stellten Strafanzeige gegen den Film wegen des Verdachts auf Pornografie. Der Film lockte mit dem kontroversen Thema mehr als vier Millionen Zuschauer in die Kinos und brachte so einen Verleihumsatz von 10,7 Millionen Deutsche Mark ein.
In den Jahren nach 1964 expandierte Atlas weiter und machte sich auch einen Namen in der Werbebranche. Atlas produzierte Plakate und Filmhefte, die sich zunehmender Beliebtheit erfreuten. Als erstes Unternehmen umhüllte Atlas eine Litfaßsäule mit Werbung für einen einzigen Film: Charlie Chaplins Goldrausch. Der künstlerische Aspekt an der Vermarktung von Filmen rückte in den Vordergrund. Für Das Schweigen von Ingmar Bergman ging das Konzept auf, doch mit anderen Titeln klappte das nicht. Die teuren Kampagnen sowie das Kinosterben überforderten das Eigenkapital und das Unternehmen musste 1966 Insolvenz anmelden.
Mit einem kleinen 16mm-Verleih nahm Atlas 1967 die Arbeit wieder auf. Unter dem Namen Atlas Schmalfilm GmbH sollte die nichtgewerbliche Kinoarbeit in Filmclubs und kommunalen Kinos vorangebracht werden. In den 1970er Jahren belieferte Atlas rund 3000 Spielstätten und konnte aus einem Programm von über 600 Filmen der deutschen und internationalen Produktion schöpfen. Paul Liwa, der 1966 von Hanns Eckelkamp eingestellt wurde, fühlte sich der Aufgabe verpflichtet, die Filmkultur in Zeiten des Kinosterbens aufrechtzuerhalten. Unter dem Namen „Atlas Film + AV“ machte Liwa das Unternehmen zum größten europäischen Schmalfilm-Verleih auf dem nichtgewerblichen Markt.
Auch wirtschaftlich erholte sich Atlas zunehmend. In den 1970er- und 1980er-Jahren wurde Atlas wieder zu einem angesehenen Label. Atlas Filme waren im Kino, im Flugzeug, im Fernsehen, in Hotels und auf Schiffen auf Super 8 und Video zu sehen. In den späten 1990er-Jahren zog sich Hanns Eckelkamp aus Altersgründen aus dem aktiven Geschäft zurück und verkaufte seine operativen Gesellschaften. Paul Liwa übernahm 1997 ein Segment der Atlas Unternehmensgruppe. Unter dem Namen „Atlas Film + Medien GmbH“ ist das Unternehmen heute bekannt. Im Oktober 2010 gründete Atlas ein eigenes DVD-Label. In Zusammenarbeit mit Koch Media werden seitdem unter dem Namen Atlas Film Home Entertainment Filme vertrieben.

## Produkte
Atlas Film zeigte neben amerikanischen Filmen auch deutsche Erstaufführungen. Neben klassischen und zeitgenössischen Produktionen gehören auch Actionfilme sowie Komödien zum Repertoire des Filmunternehmens. Das Programm beinhaltet auch Jugend- und Kinderfilme sowie einige Western und Musikproduktionen.